# Graysville (Ohio)
Graysville è un villaggio degli Stati Uniti d'America, situato in Ohio e in particolare nella contea di Monroe.